# Pëtr Glebov
Pëtr Glebov (Mosca, 14 aprile 1915 – Mosca, 17 aprile 2000) è stato un attore sovietico.

## Filmografia parziale

### Attore
- Il placido Don (1957)
- Podnjataja celina (1959)
- Mužiki!.. (1981)

## Premi
- Artista onorato della RSFSR
- Artista popolare della RSFSR
- Artista del popolo dell'Unione Sovietica
- Ordine al merito per la Patria
- Ordine di Lenin
- Ordine della Guerra patriottica
- Ordine dell'Amicizia tra i popoli
- Ordine della Stella rossa